# Karabin Berdan
Karabin Berdan (ang. Berdan Rifle, ros. Винтовка Бердана) – skonstruowany pod koniec XIX wieku przez Hirama Berdana karabin jednostrzałowy, będący podstawowym karabinem Armii Imperium Rosyjskiego od 1870 do 1891 roku, kiedy to zastąpił go karabin Mosin wz. 1891. Był szeroko stosowany w Rosji jako broń myśliwska, a warianty sportowe produkowane były do połowy lat trzydziestych.

## Historia
Pierwsza wersja karabinu kalibru 11,43 mm została opracowana przez pułkownika Hirama Berdana, jednak była to broń zawodna. Na początku lat 60. XIX wieku do Stanów Zjednoczonych zostało oddelegowanych dwóch oficerów armii rosyjskiej (Aleksander Pawłowicz Gorłow i Karl Iwanowicz Gunius), którzy przyczynili się do wprowadzenia 25 poprawek w oryginalnym projekcie, przystosowując go jednocześnie do zasilania amunicją kalibru 10,75 mm. Po dokonanych zmianach produkcję karabinu rozpoczęła firma Colt's Manufacturing Company w fabryce w Hartford w stanie Connecticut. Karabin został przyjęty przez armię rosyjską w 1868 roku jako „Karabin wzór 1868” (określany później jako Karabin Berdana nr 1 wzór 1868). Od 1870 roku na uzbrojenie przyjęto znacznie zmodyfikowaną wersję – Karabin Berdana nr 2 wzór 1870. Początkowo nowy karabin produkowano w Birmingham Small Arms Company w Anglii a od 1879 roku rozpoczęto krajową produkcję w Tulskich Zakładach Zbrojeniowych. Od 1871 roku Berdan nr 2 zaczął wypierać dotychczas używane starsze modele karabinów. W 1877 w chwili wybuchu wojny rosyjsko-tureckiej roku armia rosyjska posiadała:
- Karabiny Berdana nr 2 wzór 1870 – 253 152 w eksploatacji i 103 616 w rezerwie
- Karabiny Berdana nr 1 wzór 1868 – 17 810 w eksploatacji i 10 104 w rezerwie
- Karabiny Krnka – 413 297 w eksploatacji i 391 522 w rezerwie
- Karabiny Baranowa wzór 1869 – 3691 w eksploatacji i 6309 w rezerwie
- Karabiny Karlé wzór 1867 – 150 868 w eksploatacji i 51 096 w rezerwie
- Karabiny Terry-Norman wzór 1866 – 4126 w eksploatacji i 7874 w rezerwie.

Do 1877 roku w nowe karabiny udało się wyposażyć oddziały gwardyjskie, korpusy grenadierskie oraz wszystkie pułki kawalerii, jednak większość armii wciąż używała starszych modeli. Do stycznia 1878 r. w Berdany nr 2 w pełni wyposażonych było 21 dywizji.
W 1882 roku postanowiono opracować nowy typ karabinu, będącego bronią powtarzalną zasilaną amunicją elaborowaną prochem bezdymnym. Następcą Berdana został Karabin Mosina, przyjęty na uzbrojenie w 1891 roku. Niemniej jednak Berdany pozostały na służbie w jednostkach pierwszoliniowych aż do ich całkowitego wyparcia przez Mosiny na początku XX wieku.
W latach 1898–1899 rozpoczęto sprzedaż karabinów Berdana na rynek cywilny jako broń myśliwską. Cena karabinu wynosiła 18 rubli. Wiele zużytych wojskowych egzemplarzy przeznaczonych na rynek cywilny przerabiano również na strzelby gładkolufowe.
Na początku I wojny światowej armia rosyjska posiadała 4 652 419 karabinów Mosina oraz 363 019 karabinów Berdana. W wyniku poniesionych strat i niedoboru Mosinów, wykorzystywano zmagazynowane wcześniej Berdany do wyposażenia oddziałów tyłowych (a w roku 1915 częściowo również oddziałów pierwszoliniowych). 
Karabin wykorzystywany był jeszcze w czasie rewolucji październikowej oraz przez niektóre oddziały RKKA w czasie wojny domowej w Rosji. Do 1920 pewna liczba karabinów pozostawała na wyposażeniu niektórych oddziałów milicji na obszarach wiejskich. Do 1925 roku 42 szt. były na wyposażeniu zmilitaryzowanych oddziałów ochrony kolei (ros. ВО ЖДТ} a w latach 30. byli w nie uzbrojeni leśnicy. W czasie II wojny światowej, przy niewystarczającej liczbie karabinów Mosina, doraźnie uzbrajano w Berdany oddziały milicji narodowej (ros. Народное ополчение) np. podczas bitwy pod Moskwą w 1941 roku).
Na wyposażenie armii rosyjskiej przyjęto dwie wersje karabinu № 1 i № 2. Często określane również jako Berdan I i Berdan II.

## Berdan № 1
Karabin Berdana nr 1 wzór 1868 (ros. Винтовка Бердана № 1 образца 1868 года)
Wersja pierwsza, produkowana przez firmę Colt's Manufacturing Company w Stanach Zjednoczonych. Produkowana w ograniczonej liczbie (kontrakt na 30 000 egzemplarzy) jako standardowy długi karabin piechoty. Firma Colt stworzyła również prototyp wersji kawaleryjskiej, jednak nie został on przyjęty na wyposażenie.

## Berdan № 2

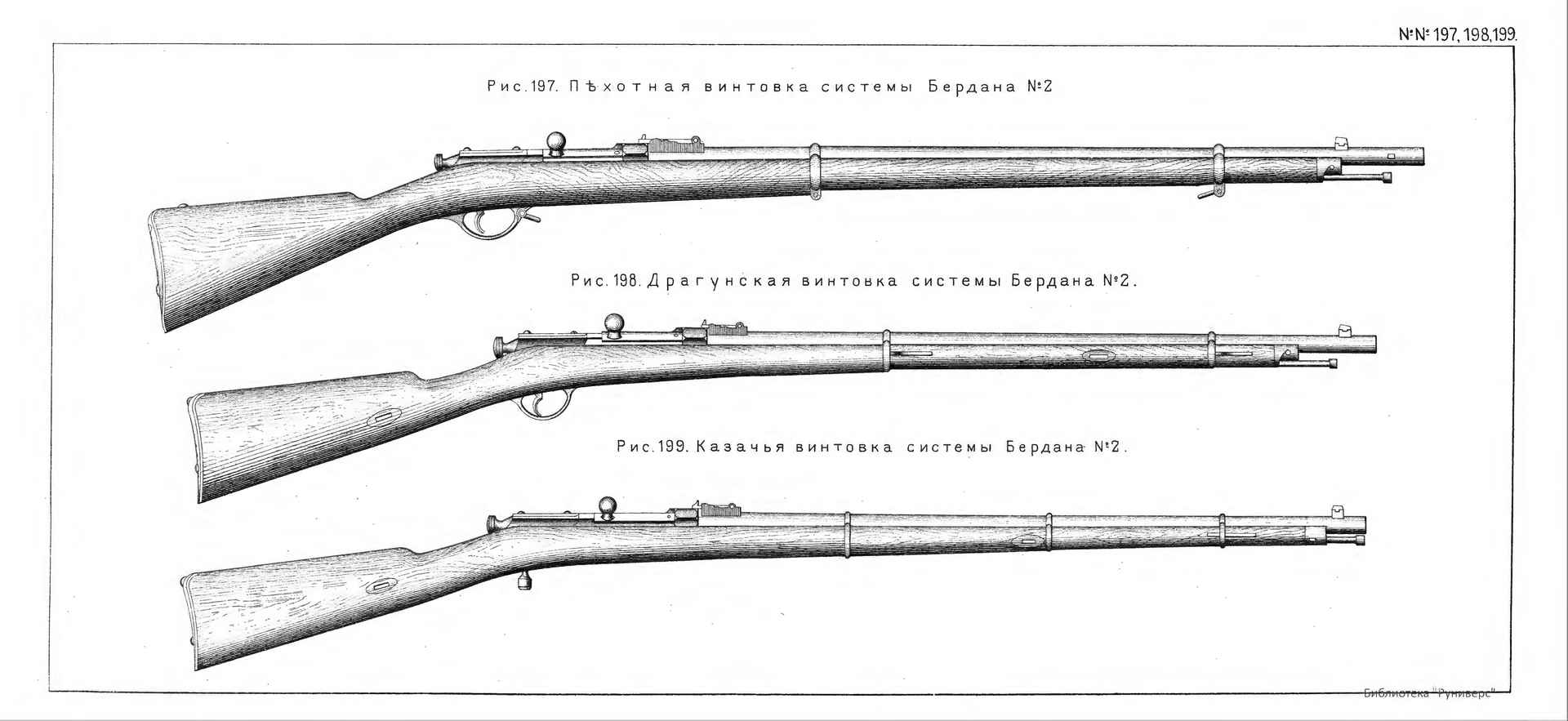
Wersje karabinu Berdan № 2, od góry: karabin piechoty, dragoński, kozacki

Karabin Berdana nr 2 wzór 1870 (ros. Винтовка Бердана № 2 образца 1870 года)
Początkowo produkowany w firmie Birmingham Small Arms Company w Wielkiej Brytanii, następnie w rosyjskich zakładach w Tule, Iżewsku i Siestroriecku. Produkowany w 4 wersjach:
- karabin piechoty – długość ok. 1 346 mm (53 cale). Masa 4,2 kg
- karabin dragoński – przeznaczony dla kawalerii, różnił się od wersji dla piechoty przede wszystkim rozmiarami i masą. Długość ok. 1 232 mm (48,5 cala). Masa 3,96 kg
- karabin kozacki – przeznaczony dla oddziałów kozackich, pozbawiony możliwości założenia bagnetu. Masę zredukowano poprzez skrócenie o 0,5 cala lufy wersji dragońskiej oraz usunięcie niektórych elementów metalowych (np. osłony spustu). Długość ok. 1 219 mm (48 cali). Masa 3,74 kg
- karabinek – wersja przeznaczona dla artylerii.

Szacunkowo wyprodukowano ponad 3 mln egzemplarzy Berdana № 2 we wszystkich wersjach.
Karabin znany był z celności, niezawodności i prostoty konstrukcji.
W 1892 roku partia 3004 szt. została zmodyfikowana na zlecenie Rosji w Belgii (karabiny przystosowano do zasilania amunicją 7,62 × 54 mm R). Planowano modyfikację dalszych 40 000 szt. jednak nigdy do tego nie doszło.

## Opis konstrukcji
Karabin Berdan jest indywidualną bronią jednostrzałową. Zamek czterotaktowy, ślizgowo-obrotowy. Przyrządy celownicze składają się z trójkątnej muszki i celownika ramkowo-schodkowego.

### Bagnet
Do karabinów zależnie od wersji stosowano bagnety tulejowe z głownią trójgraniastą (dla № 1) lub czworograniastą (dla № 2). Po zamocowaniu głownia znajdowała się po prawej stronie lufy. Szczelina tulei miała kształt zbliżony do litery „Z”. Do bagnetu nie produkowano pochew. Teoretycznie powinien on być cały czas zamocowany na karabinie, jednak poza walką często noszono go, przytwierdzając do karabinu „do góry nogami” – z głownią wzdłuż łoża i sztychem zwróconym w kierunku kolby.
Wymiary (w wersji dla № 1)
- Długość całkowita: 585 mm
- Długość głowni: 510 mm
- Średnica tulei: 18 mm
- Ciężar: ?

Wymiary (w wersji dla № 2):
- Długość całkowita: 586 mm
- Długość głowni: 510 – 511[14] mm
- Średnica tulei: 18[14] – 19 mm
- Ciężar: 370 g

Bagnety zdobyte podczas I wojny światowej przez Austro-Węgry były dostosowywane do karabinów tego państwa poprzez zmniejszenie średnicy tulei do 15 mm (stosując specjalną wkładkę oraz modyfikując szczelinę na prostą)

### Nabój

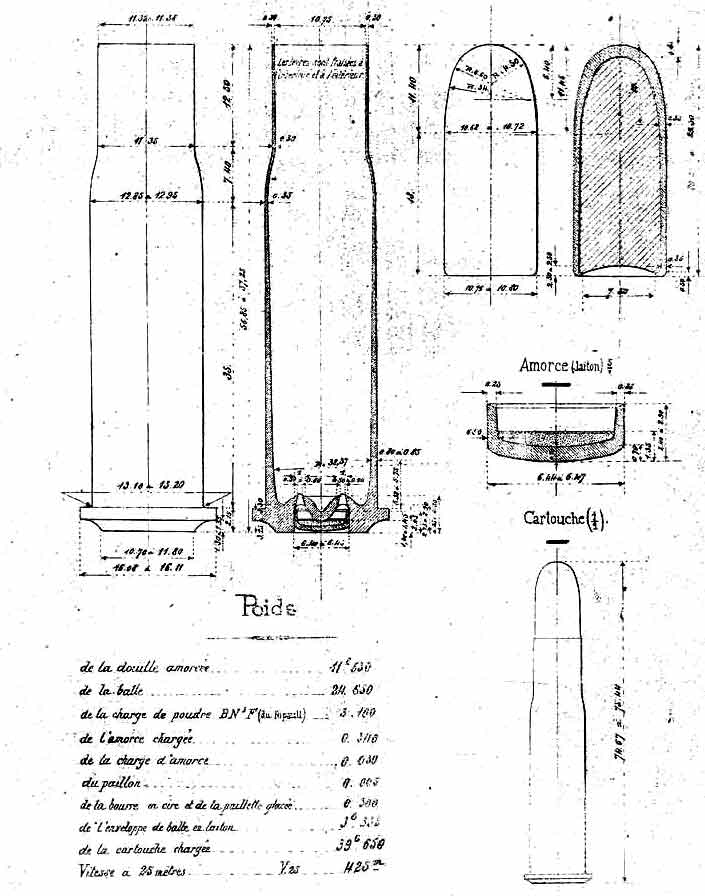
Budowa naboju 10,75 × 58 mm R

Karabin zasilany był nabojem 10,75 × 58 mm R elaborowanym prochem czarnym. Istniały dwie wersje nabojów: standardowe – z ładunkiem 5g prochu, pakowane w biały (według innych źródeł niebieski) papier po 6 sztuk, oraz dla kawalerii ze zmniejszonym ładunkiem 4,265 g prochu, pakowanych w różowy papier po 6 sztuk.

## Użytkownicy
- Imperium Rosyjskie /  ZSRR – podstawowy karabin Armii Imperium Rosyjskiego w latach 1870–1891. Sporadycznie wykorzystywany jeszcze w czasie I i II wojny światowej. W karabin Berdana uzbrojony został m.in. znany rosyjski pianista Wsiewołod Topilin, walczący w oddziale pospolitego ruszenia w czasie bitwy pod Moskwą w 1941 roku, podczas której dostał się do niewoli[16].
- Austro-Węgry – w czasie I wojny światowej Austro-Węgry zdobyły dużą ilość rosyjskich Berdanów (głównie w 1915 roku), które zostały przez nią wykorzystane. Egzemplarze poddane remontom nosiły oznaczenia, zależnie od fabryk w których dokonywano napraw: AZF (K. und k. Artilleriezeugsfabrik) lub OEWG (Österreichische Waffenfabriksgesellschaft)[17]
- Bułgaria – karabin (wraz z innymi wzorami) został przyjęty na uzbrojenie w 1878 roku, w momencie formowania regularnych oddziałów armii bułgarskiej[18]. W 1912 roku Rosja wysłała do Bułgarii 25 000 sztuk Berdanów[19]. 14 października 1915 r. w momencie przystąpienia do I wojny światowej Bułgaria posiadała w użyciu 54 912 karabinów Berdan № 2[20].
- Czarnogóra – w 1895 roku Czarnogóra otrzymała od Imperium Rosyjskiego 30 000 szt. karabinów i 30 mln szt. amunicji.[21]
- Etiopia – przed rozpoczęciem I wojny włosko-abisyńskiej armia etiopska otrzymała od Rosji 30 000 szt. karabinów wraz z 5 mln szt. amunicji[22].
- Finlandia – po proklamowaniu przez Finlandię niepodległości w 1917 roku w odłączającym się od Imperium Rosyjskiego państwie pozostało ok. 200 tys. szt. rosyjskich Berdanów № 2. Pozostawały one na wyposażeniu fińskich oddziałów tyłowych do połowy lat 20, po czym zostały zmagazynowane. W 1945 r. rozpoczęto ich sprzedaż, a ostatnie 1029 szt. sprzedano do USA w 1955 r[23].
- Serbia – w 1890 roku Serbia otrzymała od Rosji 76 000 szt. berdanów № 2 wraz z zapasem amunicji. Użyto ich w trakcie wojen bałkańskich oraz I wojny światowej[21].
- Szwajcaria – w 1869 roku Szwajcaria zakupiła 8900 szt. karabinów Berdana, jednak szybko zostały one zastąpione karabinami Vetterli.

Własną odmianę karabinu kalibru 15 mm posiadała Hiszpania – Fusil para Infantería, modelo 1859, transformado con cierre Berdan, modelo 1867. Nie był to jednak model № 1 lub № 2, a lokalna konstrukcja.